# Brian Patrick Wade
Brian Patrick Wade (Los Angeles, 9 giugno 1978) è un attore e culturista statunitense.
È noto per aver interpretato il ruolo di Kurt nella serie televisiva The Big Bang Theory nel 2007 e, un anno più tardi, quello del capitano Craig 'Encino Man' Schwetje nella miniserie televisiva Generation Kill.

## Biografia
Brian Patrick Wade ha dato avvio alla sua carriera apparendo brevemente in un episodio di CSI: Miami, nel ruolo di un lap dancer e, lo stesso anno, interpretando Kim nell'episodio finale della serie televisiva Sabrina, vita da strega.
Qualche anno dopo essere apparso in televisione, ha ottenuto anche dei ruoli cinematografici, il primo dei quali è stato nel film Latter Days - Inguaribili romantici. Ha poi interpretato Fatneck nel sequel di Ragazze nel pallone, Ragazze nel pallone - La rivincita, ed è apparso in The Guardian - Salvataggio in mare al fianco di Kevin Costner e Ashton Kutcher.
Nel 2007 è apparso nell'episodio pilota di The Big Bang Theory, interpretando l'ex-ragazzo di Penny che si rifiuta di restituirle il televisore. 

Quando incontra Leonard e Sheldon, ruba loro i pantaloni. Lo stesso personaggio è apparso in altri due episodi, nel 2009.
Il suo ruolo più importante finora  è stato quello del capitano Schwtje in Generation Kill, che assume il controllo della Compagnia Bravo.

## Filmografia
- Latter Days - Inguaribili romantici (Latter Days), regia di C. Jay Cox (2003)
- Ragazze nel pallone - La rivincita (Bring It On Again), regia di Damon Santostefano (2004)
- Death by Engagement  (2005)
- The Guardian - Salvataggio in mare (The Guardian), regia di Andrew Davis (2006)
- CSI: Miami – serie TV (2002)
- Sabrina, vita da strega (Sabrina, the Teenage Witch) – serie TV (2002)
- NCIS - Unità anticrimine (NCIS) – serie TV (2003-2009)
- Las Vegas – serie TV (2005)
- Surface - Mistero dagli abissi (Surface) – serie TV, episodio 1x01 (2005)
- Twenty Good Years  (2006)
- Due uomini e mezzo (Two and a Half Men) – serie TV (2006)
- Help Me Help You – serie TV, episodio 1x04 (2006)
- The Big Bang Theory – serie TV (2007-2009)
- Til Death - Per tutta la vita ('Til Death) – serie TV (2007)
- The Closer – serie TV (2007)
- Generation Kill – miniserie TV (2008)
- The Game – serie TV (2009)
- Alligator Point  – film TV (2009)
- Teen Wolf  – serie TV (2013)
- Agents of S.H.I.E.L.D. – serie TV, 9 episodi (2013-2020) – Carl Creel
- The Mentalist – serie TV, episodio 6x12 (2014)
- Natale a casa dei Loud (A Loud House Christmas), regia di Jonathan Judge – film TV (2021)

## Doppiatori italiani
Nelle versioni in italiano delle opere in cui ha recitato, Brian Patrick Wade è stato doppiato da:
- Alessandro Messina in NCIS - Unità anticrimine, NCIS: Los Angeles
- Roberto Certomà in The Closer
- Vittorio Guerrieri in Generation Kill
- Andrea Lavagnino in The Glades
- Nicola Braile in Teen Wolf
- Massimo Bitossi in Agents of S.H.I.E.L.D.
- Dimitri Winter in The Mentalist
- Walter Rivetti in Natale a casa dei Loud
- Fabio Gervasi in The Big Bang Theory